# World Wide Suicide
«World Wide Suicide» (укр. Всесвітнє самогубство) — пісня американського рок-гурту Pearl Jam, перший сингл з альбому Pearl Jam (2006).

## Історія створення
Автором пісні став вокаліст Pearl Jam Едді Веддер. Пісня була написана під впливом від Війни в Іраку та виконувалась від імені людини, яка читає в газеті новини про чергові людські втрати. Композиція була спрямована проти режиму Джорджа Буша, та мала антивоєнний характер. Фронтмен визнавав, що швидка та агресивна пісня відрізнялась від творчості гурту з двох попередніх альбомів, але пояснював це тим, що «нові часи вимагають більше інтенсивності». За іншого боку, він наголошував, що ротація пісні з такою назвою та з текстами про солдатів була б неможливою на радіо декілька років тому, відзначаючи більшу свободу слова в країні.
Музика до пісні мала схожість до панк-року та гаражного року завдяки «хрустким» гітарам та хрипкому вокалові Веддера. Вона потрапила до першої частини альбому разом із чотирма іншими «рокерами», як то «Life Wasted», «Comatose», «Severed Hand» та «Marker in the Sand». На думку оглядача Rolling Stone Девіда Фріке, попри те, що Pearl Jam завжди грали більше класичний рок, аніж «грандж», їхнє звучання не було настільки брудним і рішучим з часів співпраці з Нілом Янгом 1995 року.

## Вихід пісні
На відміну від попередніх синглів гурту, «World Wide Suicide» можна було безплатно прослухати на сайті Pearl Jam та їхній сторінці на Myspace за тиждень до комерційного дебюту пісні. Після цього сингл вийшов на iTunes разом із бі-сайдом «Unemployable». Ротація пісні була надзвичайно успішною, і вже за два тижні «World Wide Suicide» очолила хіт-парад Billboard Modern Rock, встановивши новий рекорд гурту. Режисер Денні Клінч зняв відеокліп на цю пісню.
2017 року сингл було перевидано на вінілі. На зворотній стороні платівки вийшла пісня «Life Wasted», другий сингл з альбому Pearl Jam.

## Місця в хіт-парадах
| Хіт-парад (2006)                     | Найвища позиція |
| ------------------------------------ | --------------- |
| Canada Rock Top 30 (Radio & Records) | 1               |
| US Billboard Hot 100                 | 41              |
| US Alternative Songs                 | 1               |
| US Mainstream Rock Tracks            | 2               |
| US Hot Digital Songs                 | 29              |
| US Pop 100                           | 47              |